# Trnoještěr Nataliin
Trnoještěr Nataliin (Acanathosaura nataliae) je středně velký ještěr z čeledi agamovitých. Žije ve středním Vietnamu a jižním Laosu.

## Popis
Jedná se o typického zástupce stromových agam rodu Acanthosaura. Zdržuje se většinou ve stromoví, kde je dobře maskován svým zelenavým zbarvením. Délka těla dosahující až 15 cm z něj dělá středně velkého ještěra. Ocas měří až 28 cm.

### Taxonomie
Dlouho byl považován za trnoještěra kozího, kterému je velmi podobný. Své jméno dostal po ruské vědkyni Natalii Borisovně Ananjevové, která studovala agamovité ještěry.

## Chov
Tento ještěr byl v roce 2019 krátce chován v Zoo Praha.